# Lipotriches melvilliana
Lipotriches melvilliana är en biart som först beskrevs av Cockerell 1929.  Lipotriches melvilliana ingår i släktet Lipotriches och familjen vägbin. Inga underarter finns listade i Catalogue of Life.